# České Budějovice (hrad)
Hrad České Budějovice byl nerealizovanou či krátce existující stavbou ve městě České Budějovice, kterou plánoval nebo založil Přemysl Otakar II.
Jeho existence není přímo doložena. Existoval buď velmi krátce, anebo spíše jen měl existovat. Plocha vedle českobudějovického dominikánského kláštera má totiž čtverhranný obrys vymezený stranou kláštera, hradbou a ulicemi, ze kterých jedna vedla k bráně. Na tomto místě se tedy se stavbou hradu pravděpodobně počítalo. Stávala zde také čtverhranná obytná věž, jež mohla souviset s hradem, ale také s posilováním městského opevnění za vlády Václava IV. K opuštění záměru výstavby tohoto hradu, nebo k významné redukci jeho stavby mohlo dojít ještě za vlády Přemysla Otakara II., kdy byla v roce 1265 rozšířena plocha dominikánského kláštera o sousední parcelu vymykající se běžné parcelaci města. Fakt, že v Českých Budějovicích se hrad nikdy nepřipomíná, je vzhledem k exponovanosti města v královské politice značně nestandardní.